# Traité de Déoulino

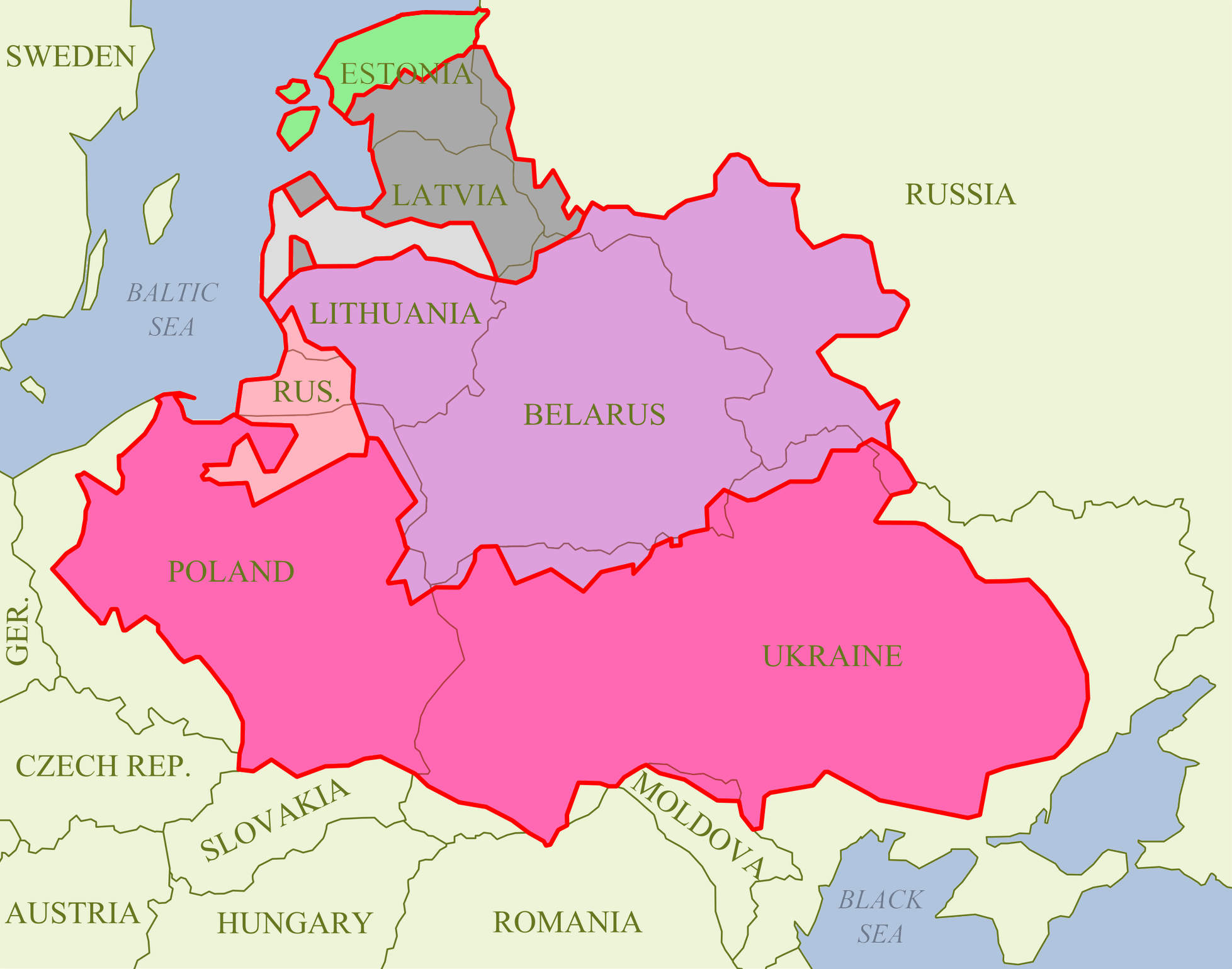
La république des Deux Nations après la paix de Déoulino et 1618 comparé avec les frontières actuelles ; couronne de Pologne (1) ; grand-duché de Lituanie (2) ; duché de Prusse (3) ; duché de Courlande (4) ; Livonie (5)

La trêve de Déoulino (aussi connu comme paix ou trêve de Dywilino) est signé le 11 décembre 1618 et termine les guerres du temps des Troubles (ou guerre polono-russe de 1605-1618 entre l'union de Pologne-Lituanie et la Russie. La trêve donne à la première le contrôle sur certains territoires qu'elle a conquis dont Smolensk (voïvodie de Smolensk) et la voïvodie de Tchernihiv (voïvodie de Czernihów) pendant 14 ans et demi. Ladislas, le fils du roi de l'Union, Sigismond III Vasa, refuse d'abandonner ses revendications sur le trône de Russie, comme son père avant lui.
En 1632, la trêve de Déoulino expire, et les hostilités reprennent aussitôt avec la guerre de Smolensk, qui se termine par le traité de Polanów en 1634.